# Лопатка (лопасть)
Лопа́тка (ло́пасть) — деталь лопаточных машин, предназначенная для изменения в них параметров газа или жидкости.
Особой разницы в конструктивных особенностях и способах применения между лопастями и лопатками нет, но в употреблении этих понятий чаще лопатками называют лопасти, у которых ширина не менее четверти их длины.
Машины или механизмы, оснащённые рабочими колёсами с установленными на них лопастями или лопатками, в зависимости от типа источника энергии для их перемещения в потоке жидкости или газа, могут быть нагнетательными (компрессоры, вентиляторы, воздуходувки, насосы) или приводными (турбины, ветрогенераторы, мельницы, гидро- и пневмоприводы).
В нагнетательных машинах лопасти или лопатки перемещают поток. В приводных — поток жидкости или газа приводит в движение лопасти или лопатки.

## Принцип действия
В приводных машинах или механизмах принцип действия лопаток схож с принципом действия лопастей подвижной части ветряной мельницы.
Лопасти жёстко закреплены на роторе, представляющем собой вращающийся вал. Ротор связан с каким-либо механизмом, который совершает полезную работу при вращении. Рабочим телом в мельнице принято считать поток воздуха. Набегающий поток воздуха движется по направлению оси вращения ротора. Лопасти мельницы закреплены таким образом, что их плоскость повёрнута относительно оси крепления на некоторый угол. Этот угол в аэродинамике называется углом атаки.
Лопасть стоит на пути движения воздуха. Когда поток сталкивается с нею, он тормозится и изменяет направление движения, обтекая её, как показано на рисунке. При этом около передней поверхности лопасти возникает область с повышенным давлением воздуха, а около задней поверхности возникает область с пониженным давлением. Величина разницы давлений dP зависит от многих параметров, например скорости движения воздуха, угла атаки, формы поверхности.
Из-за разности давлений на поверхностях на лопатку начинает действовать сила P, направленная по нормали к её плоскости. Поскольку лопатка жестко закреплена на роторе и не может совершать осевые перемещения, на неё действует сила реакции опоры N, направленная по оси ротора в сторону противоположную движению потока. Суммарной силой, при сложении этих двух сил, является сила F, направленная перпендикулярно оси ротора. Поскольку эта сила приложена к лопасти, то возникает крутящий момент М, который заставляет ротор вращаться. Связанный с ротором механизм выполняет полезную работу.
В случае ветряной мельницы перепад давления на лопатке небольшой и, для увеличения силы Р увеличивают площадь, поскольку сила Р = dP · S, где dP — средний перепад давления, S — площадь лопатки.
Способ увеличить силу Р, а значит и полезную работу всей установки, это увеличить перепад давления dP. Увеличение перепада давлений на входе в лопаточный аппарат и на выходе из него требует расположения на валу нескольких лопаток, радиально расположенных в одном круговом ряду. Такой круговой ряд или диск с веерно расположенными в нём лопатками, называют ступенью расширения или ступенью давления.
В зависимости от величины перепада давления на валу может находиться несколько ступеней давления.

## Основные типы лопаток
Лопаточные машины, в качестве наиболее важного элемента содержат находящиеся на валу диски, оснащенные профилированными лопатками. Диски, в зависимости от типа и назначения машины, могут вращаться с абсолютно разными скоростями, составляющими от единиц оборотов в минуту у ветрогенераторов и мельниц, до десятков и сотен тысяч оборотов в минуту у газотурбинных двигателей и турбонагнетателей.
Лопатки современных лопаточных машин, в зависимости от назначения, выполняемой данным устройством задачи и среды, в которой они работают, имеют самую различную конструкцию. Эволюция этих конструкций прослеживается при сравнении лопаток средневековых мельниц — водяной и ветряной, с лопатками ветродвигателя и гидротурбины ГЭС.
На конструкцию лопаток влияют такие параметры, как плотность и вязкость среды, в которой они работают. Жидкость гораздо плотнее газа, более вязкая и практически несжимаема. Поэтому форма и размеры лопаток гидравлических и пневматических машин сильно отличается. Из-за разности объёмов при одинаковом давлении, площадь поверхности лопаток пневматических машин может быть в несколько раз больше лопаток гидравлических.
Различают рабочие, спрямляющие и поворотные лопатки. Кроме того, в компрессорах могут быть направляющие лопатки, а также входные направляющие лопатки, а в турбинах — сопловые лопатки и охлаждаемые.

## Конструкция лопатки
Для каждой лопатки характерен собственный аэродинамический профиль. Обычно он напоминает крыло летательного аппарата. Самое существенное отличие лопатки от крыла состоит в том, что лопатки работают в потоке, параметры которого очень сильно изменяются по её длине.

### Профильная часть лопатки
По конструкции профильной части лопатки подразделяются на лопатки постоянного и переменного сечений.
Лопатки постоянного сечения применяются для ступеней, в которых длина лопатки не более одной десятой среднего диаметра ступени. В турбинах большой мощности это, как правило, лопатки первых ступеней высокого давления. Высота этих лопаток невелика и составляет 20–100 мм.
Лопатки переменного сечения имеют переменный профиль на последующих ступенях, причём площадь поперечных сечений плавно уменьшается от корневого сечения к вершине. У лопаток последних ступеней это соотношение может достигать 6–8. Лопатки переменного сечения всегда имеют начальную закрутку, то есть углы, образованные прямой, соединяющей кромки сечения (хордой), с осью турбины, называемыми углами установки сечений. Эти углы, из соображений аэродинамики, по высоте задаются различными, с плавным увеличением от корня к вершине.
Для относительно коротких лопаток углы закрутки профиля (разность между углами установки периферийного и корневого сечений) составляют 10–30, а для лопаток последних ступеней могут достигать 65–70.
Взаимное расположение сечений по высоте лопатки при образовании профиля и положение этого профиля относительно диска представляет собой установку лопатки на диске и должно удовлетворять требованиям аэродинамики, прочности и технологичности изготовления.
Лопатки в основном изготавливаются из предварительно отштампованных заготовок. Также применяются методы изготовления лопаток точным литьём или точной штамповкой. Современные тенденции повышения мощности турбин требуют увеличения длины лопаток последних ступеней. Создание таких лопаток зависит от уровня научных достижений в области аэродинамики потока, статической и динамической прочности и наличия материалов с необходимыми свойствами.
Современные титановые сплавы позволяют изготовить лопатки длиной до 1500 мм. Но в этом случае ограничением является прочность ротора, диаметр которого приходится повышать, но тогда необходимо уменьшать длину лопатки для сохранения соотношения из соображений аэродинамики, иначе увеличение длины лопатки неэффективно. Поэтому существует ограничение длины лопатки, больше которой она не может эффективно работать.
Основные элементы лопатки
1. Гребешки лабиринтного уплотнения радиального зазора
2. Бандажная полка
3. Гребешки торцевого лабиринтного уплотнения
4. Отверстие для подвода охлаждающего воздуха во внутренние каналы охлаждаемой лопатки

### Хвостовая часть лопатки
Конструкции хвостовых соединений и, соответственно, хвостовиков лопатки весьма разнообразны и применяются исходя из условий обеспечения необходимой прочности с учётом освоения технологий их изготовления на предприятии, изготавливающем турбины.
Виды хвостовиков: Т-образные, грибовидные, вильчатые, ёлочные и др.
Ни один вид хвостовых соединений не имеет особого преимущества над другим — у каждого есть свои преимущества и недостатки. Разными заводами изготавливаются разные типы хвостовых соединений, и каждый из них использует свои технологии изготовления.
Основные типы хвостовиков лопаток: 1. Т-образный хвостовик; 2. Грибовидный хвостовик; 3. Вильчатый хвостовик; 4. Ёлочный хвостовик

### Связи
Рабочие лопатки турбин соединяются в пакеты связями различной конструкции: бандажами, приклёпанными к лопаткам или выполненными в виде полок (цельнофрезерованный бандаж); проволоками, припаянными к лопаткам или свободно вставленными в отверстия в профильной части лопаток, и прижимающимися к ним центробежными силами; с помощью специальных выступов, свариваемых друг с другом после наборки лопаток на диск.
Элементы сборки лопаток: 1.Перо лопатки; 2. Полка; 3. Хвостовик; 4. Бандажная трубка

## Лопатки паровых турбин
Назначение лопаток турбин — превращение потенциальной энергии сжатого пара в механическую работу.
В зависимости от условий работы в турбине длина её рабочих лопаток может колебаться от нескольких десятков до полутора тысяч миллиметров. На роторе лопатки расположены ступенчато, с постепенным увеличением длины, и изменением формы поверхности. На каждой ступени лопатки одинаковой длины расположены радиально оси ротора. Это обусловлено зависимостью от таких параметров, как расход, объём и давление.
При равномерном расходе давление на входе в турбину максимальное, расход минимален. При прохождении рабочим телом через лопатки турбины совершается механическая работа, давление уменьшается, но увеличивается объём. Следовательно, увеличивается площадь поверхностей рабочей лопатки и, соответственно, её размер. Например, длина лопатки первой ступени паровой турбины мощностью 300 МВт составляет 97 мм, последней — 960 мм.

## Лопатки компрессоров
Назначение лопаток компрессоров — изменение начальных параметров газа и превращение кинетической энергии вращающегося ротора в потенциальную энергию сжатого газа. Форма, размеры и способы закрепления на роторе лопаток компрессоров не особо отличаются от лопаток турбин. В компрессоре при одинаковом расходе газ сжимается, его объём уменьшается, а давление возрастает, поэтому на первой ступени компрессора длина лопаток больше, чем на последней.

## Лопатки газотурбинных двигателей
В газотурбинном двигателе есть и компрессорные, и турбинные лопатки. Принцип действия такого двигателя — сжатие воздуха, необходимого для горения, с помощью лопаток турбокомпрессора, направления этого воздуха в камеру сгорания и, при воспламенении с топливом — механическая работа продуктов сгорания на лопатках турбины, расположенной на одном валу с компрессором. Этим газотурбинный двигатель отличается от любой другой машины, где имеются либо компрессорные нагнетающие лопатки, как в нагнетателях и воздуходувках всякого рода, либо турбинные лопатки, как у паротурбинных силовых установок или на гидроэлектростанциях.

## Лопатки (лопасти) гидротурбин
По сравнению с лопатками паровых и газовых турбин лопатки гидротурбин работают в среде с малыми скоростями, но высокими давлениями. Здесь длина лопатки невелика относительно её ширины, а иногда ширина больше длины в зависимости от плотности и удельного объёма жидкости. Часто лопатки гидротурбин бывают приварены к диску или могут изготавливаться целиком с ним.

## Лопатки (лопасти) ветродвигателей и ветротурбин
Лопатки ветровых турбин работают в потоке с низким давлением, но с довольно большим расходом воздуха и высокой скоростью. Поэтому отношение длины лопатки к диаметру ротора довольно велико. В нагнетательных лопаточных машинах (винтах самолётов и вертолётов) особого различия в конструкциях лопаток нет.

## История лопатки
По всей видимости, первым предметом, напоминающим лопатку по виду и по способу применения, могло быть весло. По мнению некоторых историков, вёсла стали использовать до приручения лошадей. Парус, который также использовался для перемещения по воде, по назначению тоже был прототипом лопатки. Причём весло — яркий пример нагнетающей (компрессорной) лопатки, а парус — турбинной (приводной) лопатки.
Первыми лопаточными машинами можно считать закреплённые на осях лопасти ветряных или водяных колёс первых мельниц. Именно они и являются прототипами современных лопаточных аппаратов.
Упоминания об устройствах, приводимых во вращение потоком, истекающим на них, обнаруживаются в документах времён Древнего Рима. Герон Александрийский, живший в I веке н. э. изготовил так называемый эолипил, механизм, напоминающий своей конструкцией паровую турбину. Но особого распространения он не получил и в основном применялся в конструкциях всевозможных механических игрушек. Со временем про эолипил вообще забыли.
Одним из первых лопаточную машину испытал в действии величайший из изобретателей античности — Архимед Сиракузский. Его подъёмный шнек, впоследствии названный «Архимедовым винтом», используется уже третье тысячелетие в устройствах различного назначения.
Европейская, арабская, китайская и многие другие цивилизации также использовали различного рода водоподъёмные машины (нории), водяные и ветряные мельницы.
В XIX веке учёные стали обобщать опыт использования дисков с лопатками и лопастями, анализировать его и пытаться классифицировать. Российский академик Леонард Эйлер, опираясь на работы Леонардо да Винчи, Бернулли, Ньютона, Лейбница и многих других, заложил основы теории лопаточных машин, выделил самостоятельную дисциплину, описавшую основные гидро- пневмомеханические схемы работы лопаточных аппаратов.
Несмотря на то, что по теории и конструкции лопаточных машин, используемых как в газовой, так и в жидкой среде, написано огромное количество трудов, исследования этой области техники до сих пор продолжаются.
В будущем возможно использование давления света в солнечных парусах в космосе. Скорее всего эти паруса также будут представлять собой модифицированные лопатки, радиально расположенные на роторе.